# 五十猛神
五十猛神（いそたける の かみ）為《日本書紀》和《先代舊事本紀》表記之名，《古事記》則記作大屋毘古神（おほやびこ の かみ），祂是日本神話裡出現的木神，另有別名射楯神（いたて の かみ）。

## 概要

### 日本書紀之記載
根據《日本書紀》卷第一的記載，素戔嗚尊與五十猛神下降至新羅國曾尸茂梨（そしもり，今韓國江原道春川市牛頭山），但是五十猛神不想居住在此，遂以埴土作舟並乘之東渡，抵達出雲國簸川上鳥上峰（今島根縣斐伊川一帶）。祂下降時帶來許多樹種，播種在筑紫、大八洲國內，成為紀伊國之有功天神。
而次段則記載素戔嗚尊拔鬍髯化作杉、胸毛化作檜、尻毛成柀、眉毛化作櫲樟。五十猛神乃素戔嗚尊之子，其胞妹為大屋津姬命、枛津姬命，此三神皆奉祀於紀伊國。

### 先代舊事本紀之記載
據《先代舊事本紀》卷第四地祇本紀，素戔烏尊和五十猛神降於新羅曾尸茂梨，但後者不欲居於此，故以埴土作船、乘之東渡，抵出雲國簸之河上與安藝國可愛之河上鳥上峰。而五十猛神將八十樹種遍植於筑紫、大八洲內，與其胞妹大屋姬命、抓津姬命成為紀伊國奉祀之神。

## 解說
依照《日本書紀》和《先代舊事本紀》的紀錄，自古以來五十猛神便被奉為林業之神。尤其素有「木之國」之稱的紀伊國（今和歌山縣全境及三重縣南部）林業興盛，五十猛神在當地香火鼎盛。
據《古事記》記載大己貴命遭到八十眾神迫害，其母刺國若比賣（さしくにわかひめ）教祂逃向木國「大屋毘古神」處避難。此段故事在《先代舊事本紀》的注釋出現「亦云大屋彥神」，此外伊邪那美命產下的大屋毘古神事實上為家宅六神之一的禍津日神，故後世認為五十猛神的別名亦為大屋毘古神。

## 信仰
在日本主祭五十猛神的神社除了各地的杉山神社外，另計有下述：
- 來宮神社（靜岡縣熱海市西山町）
- 伊太祁曾神社（和歌山縣和歌山市）
- 度津神社（新潟縣佐渡市飯岡）
- 鶴見神社（神奈川縣橫濱市鶴見區）
- 高瀨神社（富山縣南砺市）
- 廣峰神社（兵庫縣姫路市）

## 內部連結
- 久久能智
- 大屋津姬命與枛津姬命

## 外部連結
- （日語）五十猛神（页面存档备份，存于）
- （日語）大屋毘古神五十猛命ホームページ（页面存档备份，存于）